# ويس بروكر
ويس بروكر هو عداء سريع كندي، ولد في 21 سبتمبر 1946 في فانكوفر في كندا.

## وصلات خارجية
- ويس بروكر على موقع أوليمبيديا (الإنجليزية)